# موراي روز

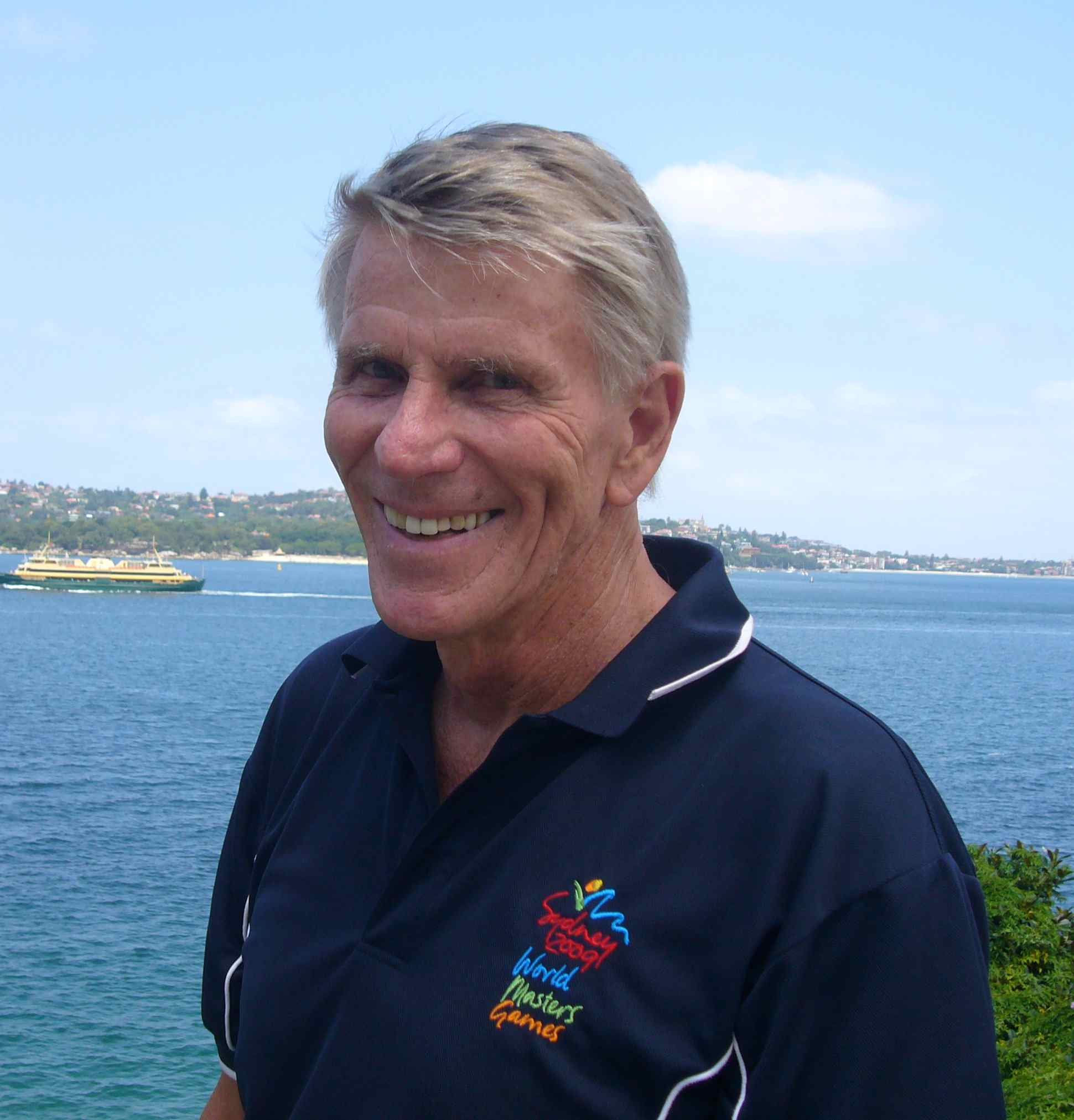
موراي روز.

موراي روز (Murray Rose) هو لاعب أولمبي لرياضة السباحة من أستراليا. شارك في الأولمبياد الصيفي في 1956–1960، وفاز بما مجموعه 6 ميداليات.

## الميداليات
| ذهب | فضة | برونز | المجموع |
| 4   | 1   | 1     | 6       |

## روابط خارجية
- موراي روز على موقع الاتحاد الدولي للسباحة (الإنجليزية)
- موراي روز على موقع SwimRankings.net (الإنجليزية)
- موراي روز على موقع قاعة مشاهير السباحة العالمية (الإنجليزية)
- موراي روز على موقع اللجنة الأولمبية الدولية (الإنجليزية)
- موراي روز على موقع أوليمبيديا (الإنجليزية)
- موراي روز على موقع اللجنة الأولمبية الأسترالية (الإنجليزية)
- موراي روز على موقع اتحاد ألعاب الكومنولث (مؤرشف) (الإنجليزية)
- موراي روز على موقع قاعة أستراليا للمشاهير الرياضية (الإنجليزية)